# Derben
Derben ist ein Ortsteil der Gemeinde Elbe-Parey im Landkreis Jerichower Land in Sachsen-Anhalt, (Deutschland).

## Geographie
Derben liegt am Ostufer der Elbe. Die nächstgrößere Stadt Genthin ist 14 Kilometer entfernt. Durch den Ort führt die Landstraße 54, die Derben mit den Nachbarorten Ferchland im Norden und Parey im Süden verbindet. Zwischen Derben und der Elbe liegt ein alter Elbarm, nördlich befindet sich der Derbensche Berg mit 56 Metern Höhe inmitten eines 1,4 km² großen Kiefernwaldgebietes.

## Geschichte
Derben entstand als eine wendische Siedlung, deren Name sich über Derwin, Derwen und Deruen zur heutigen Bezeichnung entwickelte. Es wird vermutet, dass der Ort bereits bei Gründung des Magdeburger Erzbistums 968 zu dessen Besitz gehörte. Ein tatsächlicher Nachweis darüber findet sich allerdings erst im Lehnverzeichnis der Jahre 1368 und 1381. Ende des 14. Jahrhunderts wird Derben als Pfarrdorf erwähnt. Zu dieser Zeit stand im südlichen Teil des Ortes eine romanische Kirche, die aus Feldsteinen errichtet worden war.
Nach dem Ende des Dreißigjährigen Krieges kam Derben in den Besitz der Familie von Lochow, ab 1714 gehörte das Dorf zum königlich preußischen Domänenamt. 1745 wurde der auf Veranlassung des preußischen Königs Friedrich II. erbaute Plauer Kanal, der von Derben über Genthin nach Plaue führt, eröffnet. In einer Urkunde von 1783 verlieh Friedrich II. der Familie Stutzer die Fischereirechte in der Elbe im Bereich des Ortes. Der größte Teil der Einwohner lebte seit jeher vom Fischfang und der Elbschifffahrt. Um 1880 gab es in Derben 13 Schiffseigner mit 36 Beschäftigten und 13 Schiffen. Bereits im 18. Jahrhundert etablierten sich am Elbufer zwei Werften, zu denen um 1910 die Schiffswerft Lösche gehörte, von der es in der Derbener Kirche noch einen von ihr gestifteten Opferstock in Form eines Schiffes gibt. Beide Werften, darunter die 1883 gegründete Bolle-Werft, konnten bis in die Gegenwart ihren Betrieb aufrechterhalten. In einem Bericht von 1840 über die Branntweinbrennereiwesen im Jerichower Land wurde die Derbener Branntweinbrennerei als „vorzüglich“ erwähnt.
Zwischen 1883 und 1891 wurde die Mündung des Plauer Kanals, heute Teil des Pareyer Verbindungskanals, etwa 3,5 Kilometer elbaufwärts verlegt, wodurch die Baggerelbe entstand, an der Derben liegt.
1912 musste die alte Kirche aufgrund ihres schlechten baulichen Zustandes abgerissen werden. Stattdessen baute man eine neue Kirche in neugotischem Stil, jedoch an einem anderen Standort, etwas außerhalb des damaligen Dorfkerns am Ende der heutigen Feldstraße.
1924 nahm die Bahnstrecke Güsen–Jerichow, zu der auch ein Bahnhof in Derben gehörte, den Betrieb auf. In den Jahren von 1937 bis 1945 fanden zahlreiche Einwohner von Derben in dem dort von der Wehrmacht eingerichteten Großtanklager Wifo Arbeit (nicht zu verwechseln mit dem heutigen Wirtschaftsinstitut in Wien). Nach 1945 gewann die Landwirtschaft an Bedeutung, die ab 1953 im Rahmen der Zwangskollektivierung in Form einer LPG weitergeführt wurde. Seit 1990 gibt es in Derben keinen eigenständigen Landwirtschaftsbetrieb mehr. Mit öffentlichen Fördermitteln konnten ab 1999 die Modernisierung der Durchgangsstraße und die Sanierung der Derbener Kirche begonnen werden.

### Eingemeindungen
Am 30. September 1928 wurde der Gutsbezirk Derben mit der Landgemeinde Derben vereinigt.
Am 20. Juli 1950 wurde die bis dahin eigenständige Gemeinde Derben nach Ferchland eingemeindet.
Am 1. Januar 1957 wurde der Ortsteil Derben wieder aus der Gemeinde Ferchland ausgegliedert und entstand als politisch selbstständige Gemeinde neu.
Am 1. September 2001 schloss sich Derben der Einheitsgemeinde Elbe-Parey an.

## Politik

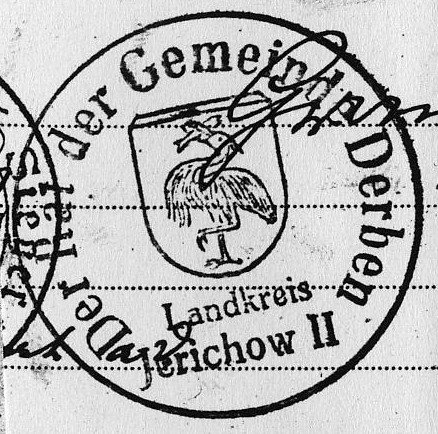
Altes Siegel der Gemeinde Derben

### Bürgermeister
Der Ortschaftsrat Derben besteht aus sieben Mitgliedern und Ortsbürgermeister ist Jürgen Bruchmüller (WGD).

### Historisches Wappenbild
Die ehemalige Gemeinde Derben führte in ihrem Gemeindesiegel schon einmal ein wappenähnliches Siegelbild. Dieses wurde im Zeitraum nach dem Zweiten Weltkrieg bis ca. der Einführung der Bezirke und Kreise in der DDR (1945–1952) benutzt.
Eine weitere Quelle ist das Kreisheimatmuseum in Genthin.

## Kultur und Sehenswürdigkeiten
- Die im Zentrum des Ortes stehende Dorfkirche wurde 1912 im neugotischen Stil neu errichtet. An den Vorgängerbau im Süden erinnert nur noch ein Gedenkstein.
- Auf dem Friedhof befindet sich die Grabstätte eines namentlich unbekannten Polen, der während des Zweiten Weltkrieges nach Deutschland verschleppt wurde und hier ein Opfer von Zwangsarbeit wurde.